# Crespières
Crespières è un comune francese di 1 764 abitanti, situato nel dipartimento degli Yvelines nella regione dell'Île-de-France.

## Geografia fisica
Il territorio comunale è bagnato dal Ru de Gally.

## Storia

### Simboli
Lo stemma è stato approvato dalla Commission Nationale d'Héraldique, dipendente dal Ministero della cultura francese, il 15 giugno 1993. Il leone e le fasce sono riprese dal blasone della famiglia de Bullion, che furono signori di Wideville.
La decorazione a mattoni delle fasce fa riferimento alle pietre delle cave, un tempo abbondanti nel territorio, da cui è stato estratto il materiale per la costruzione di numerosi monumenti a Parigi e per le volte della metropolitana della capitale.
I gigli ricordano che Crespières una volta apparteneva ai domini della Corona e attualmente fa parte del cantone di Poissy.
La bordura caricata di dieci bisanti è ripresa dallo stemma di Maule e dei signori e baroni di Maule da cui un tempo dipendeva Crespières.

### Monumenti e luoghi d'interesse
- Chiesa Saint-Martin, di stile romanico del XII secolo.
- Castello di Wideville, costruito in stile Louis XIII verso il 1580 per Benoît Milon e rinnovato nel 1620 da Claude de Bullion. È attualmente proprietà dello stilista italiano Valentino.
- Le moulin de la bonde, dove ha risieduto il cantautore Georges Brassens dal 1958 al 1971.

## Società

### Evoluzione demografica
Abitanti censiti